# الأميرة الإسبانية
الأميرة الإسبانية (بالإنجليزية: The Spanish Princess) هو مسلسل دراما تاريخية،تدور أحداث المسلسل حول كاثرين أراغون (شارلوت هوب) الأميرة الإسبانية التي أصبحت ملكة إنجلترا بعد زواجها من هنري الثامن ملك إنجلترا.
المسلسل يتكون من 16 حلقة تم عرض أول 8 حلقات في 5 مايو 2019، وال 8 حلقات الأخرى تم عرضها في 11 أكتوبر 2020.